# 喜田寛
喜田 寛 (きだ ひろし、1945年3月12日 - )は、元気の出る言葉をアートする書道家。『達山(たつざん)』として世界各地で書展や個展、社訓や社是、社歌、経営理念、ブランドパッケージ、表札等をアート作品を手掛ける。また日本で唯一の話し方を超えた生き方を問う「話道(わどう)」の世界を確立した話道の創設者と自称している。

## 略歴
兵庫県淡路市生まれ。
多くの苦難を乗り越え『念い』の一念で修行に励み1988年から講師活動を開始。
1995年に株式会社喜田寛総合研究所を設立。
2019年講師活動30年を迎える。
2021年10月29日逝去

## 講演会
- 経営者実践学講座〜かんせい話道〜
- 新春トップセミナー
- 企業内講師養成講座（KK）
- 話道 自己表現講座
- 改新塾〜次世代育成講座〜

## 書展・個展
- 2003年 ニューヨーク クラウンプラザにて個展
- 2004年 大阪心斎橋ギャラリーストラダにて個展
- 2005年 横浜 赤レンガ倉庫にて個展　モナコ ホテル・ド・パリにて個展　大阪近鉄百貨店にて個展
- 2007年 米子 お菓子の壽城にて個展
- 2009年 大阪 梅田大丸百貨店にて書展
- 2011年 大阪 近鉄百貨店にて書展
- 2013年 大阪 近鉄百貨店にて書展
- 2015年 大阪 近鉄百貨店にて書展

## 著書
- 『話す力は心の力―話す力で、変わる人間関係』（2001年7月 知玄舎）
- 『咲顔(えがお)をみがくとなぜ、ビジネスで成功するのか』（2010年1月 サンクチュアリパプリッシング）
- 『出会ってくれてありがとう』（2010年2月 バジリコ）

## ディスコグラフィー
- 東京咲顔音頭 （2019年4月 箱根レコーズ）